# Скотт, Рози
Рози Скотт (англ. Rosie Scott, 22 марта 1948 — 4 мая 2017) — писательница и лектор, с двойным гражданством Австралии и Новой Зеландии.

## Ранние годы и карьера
Рози Скотт родилась в Веллингтоне, Новая Зеландия. Её отец, Дик Скотт, известный историк и журналист. Она получила степень бакалавра и диплом о высшем образовании по драматическому искусству в Оклендском университете, а также степень магистра (с отличием) по английскому языку в Университете Виктории в Веллингтоне. Скотт работала в разных профессиях, в том числе в качестве социального работника и в издательстве, прежде чем полностью посвятить себя литературному творчеству.

## Творчество
Первой опубликованной работой Рози Скотт стал сборник стихов «Плоть и кровь» 1984 года, за которым последовала пьеса «Скажите спасибо леди», за которую она в 1986 году получила престижную премию Брюса Мейсона в области драматургии. В 1988 году, в возрасте 40 лет, Скотт опубликовала свой первый роман «Дни славы». Он был номинирован на премию New Zealand Book Awards и был опубликован в Новой Зеландии, Австралии, Германии, Великобритании и США. Затем Скотт опубликовала ещё пять романов, сборник рассказов и сборник эссе.
Скотт принимала активное участие в писательском сообществе Австралии, работая для Сиднейского ПЕН-клуба и Австралийского общества писателей (ASA). Она была вице-президентом Сиднейского ПЕН-клуба и была удостоена первой премии Сиднейского ПЕН-клуба в 2006 году, а также была удостоена пожизненного членства в ПЕН-клубе.
Скотт проводила активную кампанию по вопросам прав человека в Австралии, говоря: «Моё творчество подпитывается мной как тотальностью, но также и моими политическими чувствами». Вместе с Томом Кенилли она редактировала антологию произведений беженцев «Другая страна», за которую в 2004 году была номинирована на медаль за права человека. Она была соучредителем Women for Wik, группы, посвящённой примирению с аборигенами в Австралии. В 2013 году Скотт совместно с Томом Кенелли редактировала ещё одну антологию о просителях убежища под названием «Страна слишком далеко» с некоторыми из величайших писателей Австралии, включая Анну Фандер, Джеральдин Брукс, Родни Холла, Христоса Циолкаса, Леса Марри, Алекса Миллера и Кима Скотта. Её описывали как «потрясающую антологию и жгучую моральную работу… своевременную, важную и мудрую».
Скотт получила диплом в области консультирования и докторскую степень в Университете Западного Сиднея. Она преподавала писательское мастерство в Технологическом университете Сиднея, а также работала наставником для молодых и начинающих писателей.
В 2016 году Скотт была назначена кавалером Ордена Австралии за значительные заслуги перед литературой в качестве писателя, а также за права человека и межкультурное взаимопонимание. Позже в том же году она была удостоена специальной премии премьер-министра Нового Южного Уэльса за «значительные заслуги перед литературой в качестве автора».

## Критика
Скотт была названа «значительным голосом в современной женской художественной литературе» в Австралии. Мэрилин Стасио, рецензируя «Дни славы» в New York Times Book Review, описала сочинение Скотт как «интроспективный голос, богатый поэзией и наполненный болью». В статье для The Australian в 1990 году Джон Макгрегор описал «Ночи с благодатью» как «один из лучших романов-антиподов последнего времени». «Faith Singer» была выбрана в 2004 году в рамках премии Orange Prize 50 Essential Reads by Contemporary Writers. Её работы были номинированы на литературную премию Премьер-министра Нового Южного Уэльса, премию Банджо Паттерсона, книжную премию Новой Зеландии и премию биеннале-фестиваля Аделаиды.

## Личная жизнь
Скотт была замужем за режиссёром и сценаристом Дэнни Вендрамини и у них было две дочери. Она умерла 4 мая 2017 года от опухоли головного мозга.

### Романы
- Glory Days (1988)
- Nights with Grace (1990)
- Feral City (1992)
- Lives on Fire (1993)
- Movie Dreams (1995)
- Faith Singer (2003)

### Сборники рассказов
- Queen of Love (1989)

### Поэзия
- Flesh and Blood (1984)

### Пьесы
- Say Thank You to the Lady (1985)

### Нехудожественные произведения
- The Red Heart (1999)

### Редактор
- Another Country (2014) (с Томасом Кенилли)
- A Country Too Far (2004) (с Томасом Кенилли)
- The Intervention (2015) с Анитой Хейсс[англ.]